# Jesús María Valle
Jesús María Valle Jaramillo (Ituango, Antioquia; 28 de febrero de 1943-Medellín, 27 de febrero de 1998) fue un abogado y defensor de derechos humanos colombiano.
Valle Jaramillo denunció públicamente la complicidad entre fuerzas militares y grupos paramilitares en crímenes como las masacres de La Granja y El Aro. Estas denuncias le valieron señalamientos, incluyendo ser catalogado como «enemigo de las Fuerzas Armadas» por el entonces gobernador de Antioquia, Álvaro Uribe Vélez.
El 27 de febrero de 1998 Valle fue asesinado por paramilitares. El entonces Fiscal Regional, Iván Velásquez Gómez lideró una investigación exhaustiva que culminó en la acusación de diez personas por homicidio agravado. Sin embargo, con el paso del tiempo, el caso fue quedando en la impunidad.

## Biografía
Nacido en Ituango (Antioquia), en una familia campesina de 10 hermanos, se trasladaron a Medellín, donde estudió en el Liceo Antioqueño. Se desempeñó como líder estudiantil y se graduó como abogado de la Universidad de Antioquia. Fue elegido como concejal de Ituango (Antioquia),  diputado de la Asamblea Departamental en 1972 por el Partido Conservador y fue profesor en la Universidad de Antioquia y la Universidad Autónoma de Medellín. Fue además defensor de derechos humanos y fundador en 1979 del Comité Permanente de Derechos Humanos de Antioquia, tomando la presidencia de dicho colectivo luego del asesinato del médico humanista Héctor Abad Gómez en 1987, con la cual emprendió fuertes denuncias contra los grupos paramilitares del Departamento, así como las comisiones de masacres y asesinatos contra cooperativas de campesinos, dirigentes de la Unión Patriótica y líderes sindicales en la región de Urabá y el nordeste. Así mismo, denunció por años los abuso de fuerza y asesinatos cometidos por miembros del llamado Grupo Elite de la policía en contra de jóvenes de los barrios marginales en el Área Metropolitana de Medellín entre 1989 y 1992. También fue candidato a la Asamblea Constituyente de 1991.
En 1996 solicitó al entonces gobernador de Antioquia Álvaro Uribe Vélez y al comandante de la Cuarta Brigada del Ejército Nacional que protegieran a la población civil. El 9 de diciembre de 1996 tras una reunión con Álvaro Uribe, el Defensor del Pueblo del departamento, Álvaro González, representantes de la población civil del municipio de Ituango en cabeza del párroco del municipio y del concejal Jesús María Valle, se acordó implementar la figura de la ´Neutralidad activa’ de la población y el traslado a ese municipio de la Comisión Facilitadora de Paz, encabezada por el Dr. Jaime Jaramillo Panesso.
Esta Comisión encabezada por el Dr. Jaime Jaramillo, efectivamente viajó el 14 de diciembre de 1996 al municipio de Ituango buscando intensificar actividades para la protección de la población civil. Denunció también las masacres de La Granja en 1996 y de El Aro en 1997, entre otros casos. En 1998 demando por calumnia al Ejército Nacional y a la Policía Nacional ante la Fiscalía General de la Nación.

## Asesinato
Fue asesinado en su oficina en Medellín el 27 de febrero de 1998, por dos hombres y una mujer de la Banda Criminal La Terraza. Fueron condenados Álvaro Gómez Mesa y Jorge Eliécer Rodríguez Guzmán, como autores del asesinato. Fue condenado también Carlos Castaño, como autor intelectual del asesinato de Jesús María Valle. En 2007 el Consejo de Estado condenó al Estado Colombiano y ordenó el pago de una indemnización. En 2008 el caso fue llevado a la Comisión Interamericana de Derechos Humanos. Fue reabierta la investigación vinculando a Salvatore Mancuso e Isaías Montes Hernández, Junior. Para 2018 su caso fue declarado junto a tres masacres como de Lesa Humanidad. En 2019 el Tribunal de Medellín abrió investigación y fueron condenados los hacendados y paramilitares antioqueños Jaime Alberto y Francisco Antonio Ángulo Osorio por su participación en el asesinato, en 2020 estos solicitaron su entrada a la Jurisdicción Especial de Paz (JEP). En 2021, fue condenada la Fiscalía General de la Nación por el Consejo de Estado debido al exilio del fiscal que llevaba su caso.
Si bien, cuando Valle Jaramillo fue asesinado, el expresidente Álvaro Uribe ya no era gobernador, desde el día de los hechos la familia Valle ha reiterado en varias ocasiones la posible autoría de Uribe en el crimen, por tanto que el mismo Uribe en calidad de gobernador había realizado una campaña de desprestigio contra Valle Jaramillo en respuesta a las constantes denuncias realizadas por el jurista de las relaciones entre grupos paramilitares, con las fuerzas armadas y miembros de la Gobernación de Antioquia. [cita requerida]
El magistrado de Justicia y Paz, Olimpo Castaño, ordenó en 2012 investigarlo a él y al general Jorge Enrique Mora y a Harold Bedoya por su presunta participación en el asesinato del humorista y periodista Jaime Garzón, sucedido en agosto de 1999, investigaciones que no terminaron con apertura formal de juicio en contra del general retirado. Así mismo, colectivos de abogados pidieron en su momento que el ex oficial fuera también investigado por otros casos de asesinatos políticos como los del activista político Miller Chacón, del senador por la UP Manuel Cepeda Vargas, así como su autoría intelectual en el desarrollo del plan Golpe de Gracia y del apoyo a grupos paramilitares. 
El paramilitar alias el "Compadre", al igual que Salvatore Mancuso, confesó que los crímenes contra Jaime Garzón y otros defensores de Derechos Humanos (como lo era Jesús María Valle, Eduardo Umaña Mendoza, Elsa Alvarado, Mario Calderón) fueron ejecutados por las AUC de Carlos Castaño bajo órdenes de Generales del Ejército, entre los que cita a Jorge Enrique Mora y Harold Bedoya.
En 2018, la escritora e investigadora de Human Rights Watch María Mcfarland autora del libro Aquí no hay muertos, reveló un correo conversatorio hecho por el jefe paramilitar Diego Fernando Murillo quien le acevera que la orden del asesinato de Jesús María Valle fue dada por Carlos Castaño por un encargo hecho por el entonces comandante de la cuarta brigada Carlos Alberto Ospina y el entonces secretario de la Gobernación de Antioquia Pedro Juan Moreno, en razón de las denuncias hechas por Valle Jaramillo de las masacre de La Granja y El Aro. Así mismo, las declaraciones de varios paramilitares señalan a personas relacionadas con la consolidación de megaproyectos de Desarrollo realizados en el Bajo Cauca (conocidos más adelante como Hidroituango y Urrá I) de tener una participación en el crimen en calidad de instigadores.[cita requerida]

## Homenajes
Una placa lleva su nombre en el Palacio de Justicia José Félix Restrepo en Medellín, así como en la Facultad de Derecho y Ciencias Políticas de la Universidad de Antioquia. Una Institución Educativa en Medellín lleva su nombre.